# 1988年のNBAドラフト
1988年のNBAドラフトは、1988年度のNBAドラフト。1988年6月28日、アメリカ合衆国ニューヨーク州ニューヨークで開催された。この年のドラフトから前年の7巡より3巡までの指名に減らされた。

## ドラフト指名
| PG | ポイントガード | SG | シューティングガード | SF | スモールフォワード | PF | パワーフォワード | C | センター |

| * | バスケットボール殿堂入り      |
| ^ | 現役プレーヤー                |
| S | NBAオールスター               |
| A | オールNBAチーム               |
| R | NBAオールルーキーチーム       |
| D | NBAオールディフェンシブチーム |
| C | NBAチャンピオン               |
| F | ファイナルMVP                 |
| # | NBAでのプレー経験なし         |
| M | シーズンMVP                   |

## 1巡目
| 指名順 | 選手名                        | 経歴 | 国籍                    | 指名チーム                                                                        | 出身校など                         |
| ------ | ----------------------------- | ---- | ----------------------- | --------------------------------------------------------------------------------- | ---------------------------------- |
| 1      | ダニー・マニング (PF)         |      | アメリカ合衆国          | ロサンゼルス・クリッパーズ                                                        | カンザス大学                       |
| 2      | リック・スミッツ (C)          |      | オランダ                | インディアナ・ペイサーズ                                                          | マリスト大学                       |
| 3      | チャールズ・スミス (PF)       |      | アメリカ合衆国          | ロサンゼルス・クリッパーズ（元はサクラメントの指名権）                            | ピッツバーグ大学                   |
| 4      | クリス・モリス (SF)           |      | アメリカ合衆国          | ニュージャージー・ネッツ                                                          | オーバーン大学                     |
| 5      | ミッチ・リッチモンド (SG)     |      | アメリカ合衆国          | ゴールデンステート・ウォリアーズ                                                  | カンザス州立大学                   |
| 6      | ハーシー・ホーキンス (SG)     |      | アメリカ合衆国          | フィラデルフィア・セブンティシクサーズ                                            | ブラッドリー大学                   |
| 7      | ティム・ペリー (F)            |      | アメリカ合衆国          | フェニックス・サンズ                                                              | テンプル大学                       |
| 8      | レックス・チャップマン (SG)   |      | アメリカ合衆国          | シャーロット・ホーネッツ                                                          | ケンタッキー大学                   |
| 9      | ロニー・サイカリー (C)        |      | レバノン アメリカ合衆国 | マイアミ・ヒート                                                                  | シラキュース大学                   |
| 10     | ウィリー・アンダーソン (SG)   |      | アメリカ合衆国          | サンアントニオ・スパーズ                                                          | ジョージア大学                     |
| 11     | ウィル・パデュー (C)          |      | アメリカ合衆国          | シカゴ・ブルズ（元はニューヨークの指名権）                                        | ヴァンダービルト大学               |
| 12     | ハーヴェイ・グラント (PF)     |      | アメリカ合衆国          | ワシントン・ブレッツ                                                              | オクラホマ大学                     |
| 13     | ジェフ・グレイヤー (PG)       |      | アメリカ合衆国          | ミルウォーキー・バックス                                                          | アイオワ州立大学                   |
| 14     | ダン・マーリー (SG)           |      | アメリカ合衆国          | フェニックス・サンズ（元はクリーブランドの指名権）                                | 中央ミシガン大学                   |
| 15     | ゲイリー・グラント (PG)       |      | アメリカ合衆国          | シアトル・スーパーソニックス                                                      | ミシガン大学                       |
| 16     | デリック・チーボース (SG)     |      | アメリカ合衆国          | ヒューストン・ロケッツ                                                            | ミズーリ大学                       |
| 17     | エリック・レックナー (C)      |      | アメリカ合衆国          | ユタ・ジャズ                                                                      | ワイオミング                       |
| 18     | リッキー・ベリー (SF)         |      | アメリカ合衆国          | サクラメント・キングス                                                            | サンノゼ州立大学                   |
| 19     | ロッド・ストリックランド (PG) |      | アメリカ合衆国          | ニューヨーク・ニックス （元はシカゴの指名権）                                     | デポール大学                       |
| 20     | ケビン・エドワーズ (SG)       |      | アメリカ合衆国          | マイアミ・ヒート（元はダラスの指名権）                                            | デポール大学                       |
| 21     | マーク・ブライアント (PF)     |      | アメリカ合衆国          | ポートランド・トレイルブレイザーズ                                                | シートンホール大学                 |
| 22     | ランドルフ・キーズ (SG)       |      | アメリカ合衆国          | クリーブランド・キャバリアーズ （デトロイトからフェニックスを経由して得た指名権） | サザンミシシッピ大学               |
| 23     | ジェローム・レイン (PF)       |      | アメリカ合衆国          | デンバー・ナゲッツ                                                                | ピッツバーグ大学                   |
| 24     | ブライアン・ショウ (PG)       |      | アメリカ合衆国          | ボストン・セルティックス                                                          | カリフォルニア大学サンタバーバラ校 |
| 25     | デビッド・リバース (PG)       |      | アメリカ合衆国          | ロサンゼルス・レイカーズ                                                          | ノートルダム大学                   |

## 2巡目
| 指名順 | 選手名                               | 経歴 | 国籍           | 指名チーム                                             | 出身校など                   |
| ------ | ------------------------------------ | ---- | -------------- | ------------------------------------------------------ | ---------------------------- |
| 26     | ローランド・フェレイラ (C)           |      | ブラジル       | ポートランド・トレイルブレイザーズ                     | ヒューストン大学             |
| 27     | シェルトン・ジョーンズ (F)           |      | アメリカ合衆国 | サンアントニオ・スパーズ                               | セントジョンズ大             |
| 28     | アンドリュー・ラング (C)             |      | アメリカ合衆国 | フェニックス・サンズ                                   | アーカンソー大学             |
| 29     | ヴィニー・デル・ネグロ (SG)          |      | アメリカ合衆国 | サクラメント・キングス                                 | ノースカロライナ州立大学     |
| 30     | フェニス・デンボ (PF)                |      | アメリカ合衆国 | デトロイト・ピストンズ                                 | ワイオミング大学             |
| 31     | エベレット・スティーブンズ (G)       |      | アメリカ合衆国 | フィラデルフィア・セブンティシクサーズ                 | パデュー大学                 |
| 32     | チャールズ・シャックルフォード (F/C) |      | アメリカ合衆国 | ニュージャージー・ネッツ                               | ノースカロライナ州立大学     |
| 33     | グラント・ロング (F)                 |      | アメリカ合衆国 | マイアミ・ヒート                                       | イースタンミシガン大学       |
| 34     | トム・トルバート (F/C)               |      | アメリカ合衆国 | シャーロット・ホーネッツ                               | アリゾナ大学                 |
| 35     | シルベスター・グレイ (F)             |      | アメリカ合衆国 | マイアミ・ヒート                                       | メンフィス州立大学           |
| 36     | リデル・イックルス (G/F)             |      | アメリカ合衆国 | ワシントン・ブレッツ                                   | ニューオーリンズ大学         |
| 37     | グレッグ・バトラー (C)               |      | アメリカ合衆国 | ニューヨーク・ニックス                                 | スタンフォード大学           |
| 38     | ディーン・ギャレット (G/F)           |      | アメリカ合衆国 | フェニックス・サンズ（元はクリーブランドからの指名権） | インディアナ大学             |
| 39     | ティト・ホルフォード (C)             |      | ドミニカ共和国 | ミルウォーキー・バックス                               | マイアミ大学 (フロリダ州)    |
| 40     | オーランド・グレアム (F)             |      | アメリカ合衆国 | マイアミ・ヒート                                       | オーバーン大学モンゴメリー校 |
| 41     | キース・スマート (G)                 |      | アメリカ合衆国 | ゴールデンステート・ウォリアーズ                       | インディアナ大学             |
| 42     | ジェフ・モー (SG)                    |      | アメリカ合衆国 | ユタ・ジャズ                                           | アイオワ大学                 |
| 43     | トッド・ミッチェル (F)               |      | アメリカ合衆国 | デンバー・ナゲッツ                                     | パデュー大学                 |
| 44     | アンソニー・テイラー (PF)            |      | アメリカ合衆国 | アトランタ・ホークス                                   | オレゴン大学                 |
| 45     | トム・ガリック (G)                   |      | アメリカ合衆国 | ロサンゼルス・クリッパーズ                             | ロードアイランド大学         |
| 46     | モーロン・ウィリー (G)               |      | アメリカ合衆国 | ダラス・マーベリックス                                 | ロングビーチ州立大学         |
| 47     | バーノン・マックスウェル (SG)        |      | アメリカ合衆国 | デンバー・ナゲッツ                                     | フロリダ大学                 |
| 48     | マイケル・ウィリアムズ (G)           |      | アメリカ合衆国 | デトロイト・ピストンズ                                 | ベイラー大学                 |
| 49     | ホセ・バルガス (C/PF)                |      | ドミニカ共和国 | ダラス・マーベリックス                                 | ルイジアナ州立大学           |
| 50     | スティーブ・カー (PG)                |      | アメリカ合衆国 | フェニックス・サンズ                                   | アリゾナ大学                 |

## 3巡目指名を受けた主な選手
- 53 アンソニー・メイソン (SF/PF) テネシー州立大学
- 54 ホルヘ・ゴンサレス (C) アルゼンチン

## ドラフト外入団の主な選手
- エイブリー・ジョンソン (PG) サザン大学
- ドウェイン・フェレル (SF) ジョージア工科大学
- ティム・レグラー (SG) ラサール大学
- ジョン・スタークス (SG) オクラホマ州立大学